# كريس براون (لاعب كرة قدم أمريكية)
كريس براون (بالإنجليزية: Kris Brown)‏ هو لاعب كرة قدم أمريكية أمريكي، ولد في 23 ديسمبر 1976 في إيرفينغ في الولايات المتحدة.

## وصلات خارجية
- كريس براون (لاعب كرة قدم أمريكية) على موقع مرجع كرة القدم المحترفة.كوم (الإنجليزية)